# Francisco Lavandeira
Francisco Lavandeira (Arias, Florida, 4 de julio de 1848 – Montevideo, 10 de enero de 1875), abogado y político uruguayo, uno de los impulsores de la fundación del Partido Nacional. 

## Biografía
Sus padres fueron Sixto Lavandeira y Carolina Muñoz y nació en la estancia paterna en Florida pero su infancia transcurrió en Canelones. Curso sus estudios de abogacía en Buenos Aires revalidando el título en Uruguay para comenzar a dar clases en la cátedra de Economía Política en la Universidad de la República en 1873.

## Actividad periodística y política
En 1870 se sumó a la Revolución de las Lanzas y editó, junto a Agustín de Vedia, el periódico propagandístico La Revolución, con una imprenta volante. En junio de 1872 Vedia y Lavandeira comenzaron a publicar el diario La Democracia, portavoz de los principistas blancos, que el 7 de julio emitió el manifiesto programático del Club Nacional. En él se proponía trascender las antiguas divisas en una organización basada en los principios comunes. 
Fue el origen de lo que llegaría a ser posteriormente el Partido Nacional. Alternó la docencia con una intensa actividad política centrada en el periodismo. Fue decidido impulsor de una acción común con los principistas para combatir la influencia de los caudillos y la contumacia de los blancos y colorados tradicionalistas o “netos”. 
Lavandeira firmaba algunos de sus escritos con el seudónimo Fausto.
El 1 de enero de 1875 debían realizarse elecciones de alcalde ordinario y defensor de Menores en Montevideo y los principistas blancos y colorados trabajaron estrechamente para custodiar la limpieza de estos comicios. Postergados para el día 10 a raíz de violentos incidentes, se coloca la urna en el atrio de la Iglesia Matriz. Los principistas estaban reunidos en el Club Inglés, en Rincón e Ituzaingó, y los “candomberos” –tradicionalistas colorados en la Confitería del Ruso, en la calle Sarandí, donde está actualmente el Club Uruguay. Aproximadamente a las dos de la tarde era evidente que la lista de los principistas, encabezada por José Pedro Varela y Adolfo Artagaveytia, superaba largamente a la de los “candomberos” o “netos” (el voto era público); en ese momento, algunos elementos de esta tendencia, entre los que se contaban Francisco Belén, Isaac De Tezanos y Pedro Varela, atacaron armados con ánimo de apoderarse de la urna, mientras que desde las azoteas disparaban varios francotiradores. Lavandeira, junto a otros de su misma tendencia, corrieron a evitar la sustracción de la urna, pero recibió un balazo en la aorta que le produjo una muerte casi inmediata; tenía 26 años. Este final heroico, cargado de simbolismo (se produjo en defensa de la pureza del sufragio), le confirió un sitio destacado en la tradición blanca. 